# Thibaudia cupatensis
Thibaudia cupatensis là một loài thực vật có hoa trong họ Thạch nam. Loài này được Huber miêu tả khoa học đầu tiên năm 1913.